# The World/Inferno Friendship Society
A The World/Inferno Friendship Society amerikai együttes. 1996-ban alakultak Brooklynban. Zenéjükben a punk, soul, klezmer és dzsessz stílusok vegyülnek. Dalaik gyakran történelmi eseményekről vagy híres emberek életrajzáról szólnak. Lemezeiket az Alternative Tentacles, Chunksaah Records, Go-Kart Records, Gern Blandsten Records, illetve The Company with the Golden Arm kiadók jelentetik meg. A zenekar minden év Halloween-jén egy saját rendezésű eseményt tart, amelyet "Hallowmas" névvel illetnek.

## Tagok
- Jack Terricloth - ének, gitár, egyéb hangszerek (1996-)
- Scott Hellingsworth - producer, billentyűk, programozás (1996-1999, 2012-)
- Aaron Hammes - bariton szaxofon, ének (2012-)
- Rafael Calderon - trombita (2014-)
- Jeffrey Young - hegedű (2014-)
- Gina Rodriguez - elektromos basszusgitár, vokál (2005, 2018-)
- Brendan Furey - gitár (2018-)
- Felipe Torres - dob (2018-)
- Matt Dallow - harmonika, billentyűk (2018-)

Ezek a tagok több egyéb zenekarban is játszanak.

## Diszkográfia
- The True Story of the Bridgewater Astral League (1997)
- Just the Best Party (2002)
- Red-Eyed Soul (2006)
- Addicted to Bad Ideas: Peter Lorre's Twentieth Century (2007)
- The Anarchy and the Ecstasy (2011)
- This Packed Funeral (2014)
- All Borders Are Porous to Cats (2019)

## Egyéb kiadványok
Válogatáslemezek
- East Coast Super Sound Punk of Today! (2000)
- Hallowmas: Live at Northsix (2003)

EP-k
- International Smashism! (2001)
- Speak of Brave Men (2004)
- Me v. Angry Mob (2005)
- Vox Inferne (2010)
- Maps, Saints, & Just This Side of Way Too Much (2012)
- Turnstile Comix 2 (3-dalos EP képregénnyel kiegészítve, 2013)